# Drapeau de Castille-et-León

Drapeau de la Castille-et-León

Le drapeau de Castille-et-León est le drapeau de la communauté autonome d'Espagne de Castille-et-León, adopté le 25 février 1983. Son dessin reprend les armoiries de la Couronne de Castille : en haut à gauche et en bas à droite, un château jaune sur fond rouge (pour la Castille), et en bas à gauche et en haut à droite, un lion mauve sur fond gris (pour le León).

## Couleurs
| Couleur | ● Gueules  | ● Or        | ● Azur    | ● Argent      | ● Pourpre   |
| ------- | ---------- | ----------- | --------- | ------------- | ----------- |
| HTML    | #E03A00    | #FFD700     | #0000FF   | #FFFFFF       | #9E0E40     |
| RVB     | 224, 58, 0 | 255, 215, 0 | 0, 0, 255 | 255, 255, 255 | 158, 14, 64 |